# Susan Moore (Alabama)
Pour les articles homonymes, voir Susan Moore.
Susan Moore est une ville du comté de Blount, en Alabama, aux États-Unis,. Elle est située au nord-est du comté, dans la région Sand Mountain (en).
La ville est au départ appelée Clarence. Elle est initialement habitée par la famille de Robert M. Moore, vers 1865. En 1923, deux petits-fils de Robert Moore, tous deux médecins, font un don pour la création d'un nouveau lycée, qui sera baptisé Susan Moore, à la mémoire de leur mère. Progressivement, la ville prend le nom de Susan Moore. En novembre 1982, la ville est incorporée. En décembre, des élections sont organisées pour la désignation d'un maire et conseil municipal. L'une de leur première action est de rebaptiser la ville Susan Moore.

## Démographie
| Groupe      | Susan Moore | Alabama | États-Unis |
| ----------- | ----------- | ------- | ---------- |
| Blancs      | 89,5        | 68,5    | 72,4       |
| Autres      | 7,7         | 27,7    | 18,8       |
| Métis       | 1,7         | 1,5     | 2,9        |
| Amérindiens | 0,5         | 0,6     | 0,9        |
| Asiatiques  | 0,4         | 1,1     | 4,8        |
| Océaniens   | 0,1         | 0,1     | 0,2        |
| Total       | 100,0       | 100,0   | 100,0      |
|             |             |         |            |
| Hispaniques | 9,6         | 3,9     | 16,7       |

Selon l'American Community Survey, pour la période 2011-2015, 89 % de la population âgée de plus de 5 ans déclare parler l'anglais à la maison et 11 % déclare parler l'espagnol.
| 1990 | 2000 | 2010 | - |
| ---- | ---- | ---- | - |
| 658  | 721  | 763  | - |

## Source de la traduction
- (en) Cet article est partiellement ou en totalité issu de l’article de Wikipédia en anglais intitulé « Susan Moore, Alabama » (voir la liste des auteurs).